# Naval Air Station Patuxent River

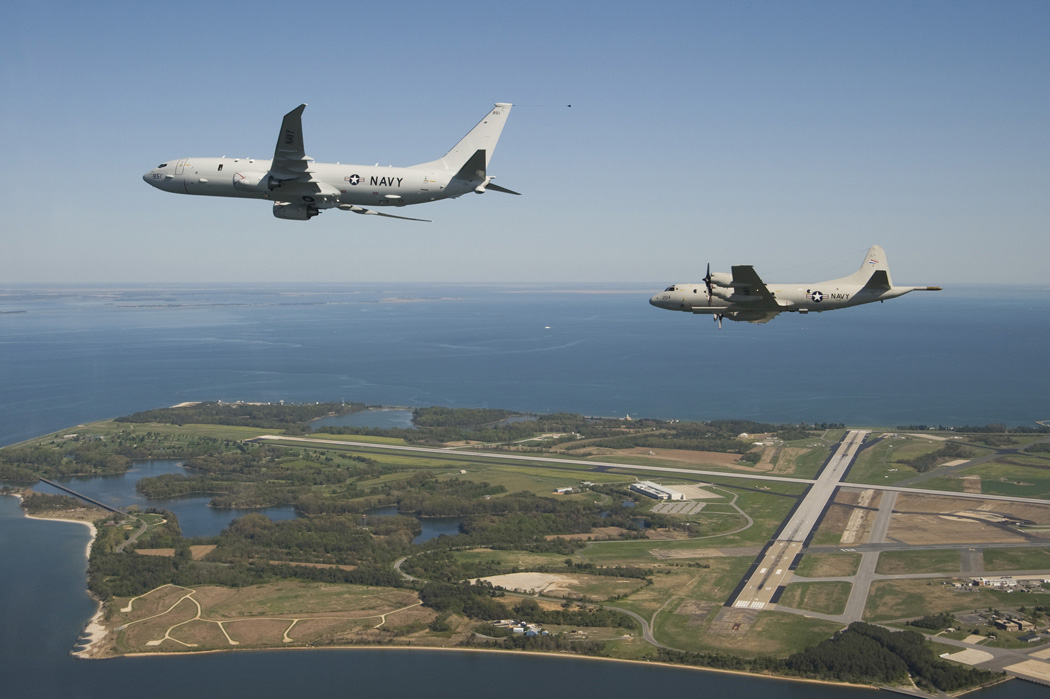
En P-8A Poseidon flyger sida vid sida med en P-3C Orion över Naval Air Station Patuxent River, 10 april 2010.

Naval Air Station Patuxent River (även förkortat till NAS Patuxent River), informellt kallad för Pax River, är en militär flygplats (IATA: NHK, ICAO: KNHK, FAA LID: NHK) tillhörande USA:s flotta belägen i St. Mary's County väster om Leonardtown i delstaten Maryland. Basen är belägen sydost om Washington, D.C. där floden Patuxent mynnar ut i estuariet Chesapeake Bay.
Flygbasen är countyts största arbetsgivare och har 9 800 civilanställda, ytterligare 5 700 privatanställda konsulter samt 2 400 personer i aktiv militärtjänst.

## Bakgrund
Basen har funnits på platsen sedan andra världskriget då den inrättades på exproprierad mark (engelska: eminent domain) under 1942 efter anfallet mot Pearl Harbor. Läget som utpekats 1937 var idealiskt med relativ närhet till huvudstaden, till de sjögående förbanden i Norfolk, samt till övningsområden för vapentester, men ändå minimalt med störningar från civil luftfart vilket hade varit ett ökande problem vid Naval Air Station Anacostia.
Basen fortsatte att utvecklas under det kalla kriget och efter dess slut har andra verksamheter förts till platsen från andra baser som då stängdes.

## Verksamhet

En stridsdrönare av typ X-47B utvecklad av Northrop Grumman landar med hangarfartygskrok (tailhook) på Naval Air Station Patuxent River, 4 maj 2013.

På flygbasen finns högkvarteret för flottans flygmaterielkommando, Naval Air Systems Command (NAVAIR), samt dess Naval Air Warfare Center Aircraft Division (NAWCAD) som på platsen har följande verksamheter: flottans testpilotskola, U.S. Naval Test Pilot School, samt tre flygförband för materielutprovning, Naval Strike Aircraft Test Squadron (VX-23), Naval Force Aircraft Test Squadron (VX-20) samt Naval Rotary Wing Aircraft Test Squadron (HX-21).